# شرکت مرتب
شرکت سیف خودرو (مرتب سابق)، شرکت خودروسازی ایرانی است، که در مهرماه ۱۳۳۶ تأسیس شد و با نام کارخانجات لندرور و به‌عنوان نمایندگی فروش اتومبیل‌های شرکت روور، در اداره ثبت شرکت‌ها و مالکیت صنعتی تهران، به ثبت رسید.
تولید و مونتاژ این شرکت رسماً از سال ۱۳۴۱ آغاز گردید. همکاری دو شرکت در ارتباط با تولید سه نوع خودروی سواری هفت نفره، وانت نیم تن، وانت یک تن از نوع لندرور شروع شد.
این شرکت در ۱۳۵۰ به شرکت سهامی خاص و در ۱۳۵۴ به فرم شرکت سهامی عام تبدیل گردید. پس از وقوع انقلاب ۱۳۵۷ ایران، شرکت مرتب از سوی شورای انقلاب، ملی اعلام شد.
شرکت مرتب تا سال ۱۳۶۰ قطعات خودروهای مونتاژی خود را، به صورت انحصاری از شرکت روور تأمین می‌کرد ولی به علت تحریم ایران، از سال ۱۳۶۰ تا ۱۳۷۰ قطعات خودروها، از طریق شرکت اسپانیایی سانتانا خریداری می‌شد.
در سال ۱۳۷۵ سازمان گسترش و نوسازی صنایع ایران، باقی‌مانده سهام خود را، از طریق سازمان بورس اوراق بهادار تهران عرضه نمود و مؤسسه احرار، با ۶۱٫۱٪ درصد، عمده سهامدار شرکت مرتب گردید.
در سال ۱۳۸۰ قراردادی با شرکت سانگ‌یونگ کره جنوبی برای تولید خودروی موسو منعقد گردید و شرکت مرتب خودروی موسو را در دو تیپ ۳۲۰۰ و ۲۳۰۰ با تیراژی بالغ بر ۵٫۵۰۰ دستگاه، مونتاژ، به بازار عرضه نمود.
تاکنون بیشتر تولیدات شرکت مرتب، در کلاس خودروهای اس‌یووی بوده‌اند. این شرکت از سال ۱۳۴۱ خودروی لندرور را تحت لیسانس تولید می‌کند. مدل ایرانی این خودرو هم‌اکنون با نام پاژن در حال تولید است. دیگر محصولات شرکت مرتب، خودروهای موسو و رکستون هستند.
در سال ۱۳۹۵ سهام گروه مرتب با حداقل دو سال تعطیلی توسط شرکت سیف خودرو خریداری شد . از سال ۱۳۹۸ سهام گروه مرتب با همکاری سیف خودرو محصولات شرکت بیسو تی۳ و بیسو تی۵ را تولید مونتاژ و پیش فروش می‌کنند‌.